# ドバイ・メディア・シティ
ドバイ・メディア・シティ(Dubai Media City、DMC)は、アラブ首長国連邦のドバイに建設中の新都心。
世界中の放送局を集積する目的で建設中である。ドバイ政府によりドバイの国際的な情報発信能力を強化する狙いで建設中で、ロイター、CNN、BBC、ブルームバーグなど欧米だけでなく中東やロシアの放送局も入居する予定で、最終的には、84の高層ビルからなる巨大センターになる。
ドバイ・メディア・シティは、それぞれ建設中のドバイ・スタジオ・シティ(Dubai Studio City)、ドバイ・ノリッジ・ヴィレッジ(Dubai Knowledge Village)やドバイ・インターネット・シティ(Dubai Internet City)に隣接する。
- ドバイ・スタジオ・シティは、ハリウッドなどの映画スタジオができる。
- ドバイ・ノリッジ・ヴィレッジは、同じく別に建設中のドバイ・アカデミック・シティと同じく世界各地の大学がキャンパスを設ける国際的な研究都市となる。
- ドバイ・インターネット・シティは、ＩＴセンターで、マイクロソフト、IBM、ノキア、オラクルなどの研究施設の建設が予定されている。

## ギャラリー

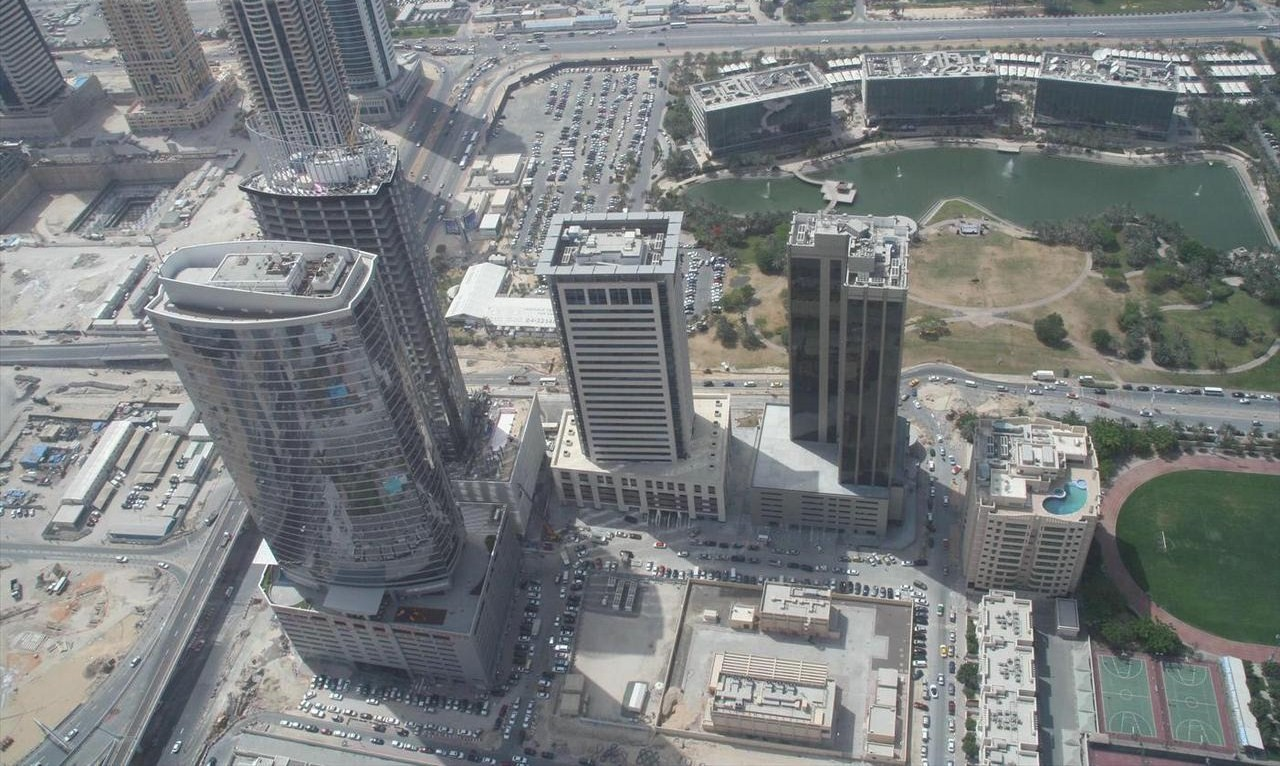
建設中のドバイ・メディア・シティの俯瞰（2007年）
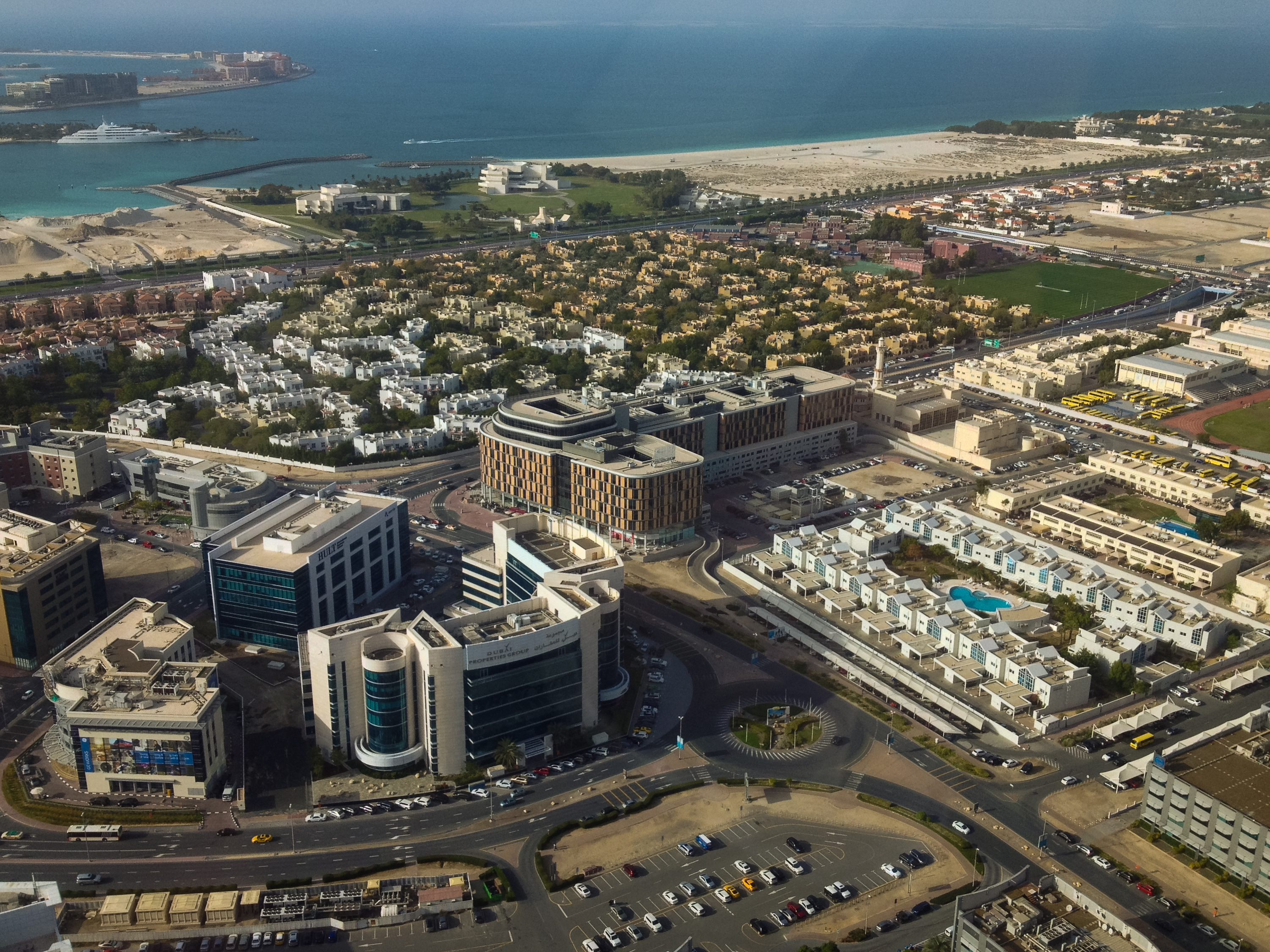
ドバイ・メディア・シティ（2014年）